# Дорожный (Псковская область)
Дорожный — посёлок в Великолукском районе Псковской области России. Входит в состав Лычёвской волости.

## География
Расположен в центре района, к юго-западу от Великих Лук.

## Население
| 2001 | 2002 | 2010 |
| ---- | ---- | ---- |
| 425  | ↘394 | ↗444 |

Численность населения деревни по состоянию на начало 2001 года составила 425 жителей.

## История
Посёлок Дорожный получил название в 1983 году на основании постановления Псковского облисполкома №453 от 17.11.1983 путём объединения/переименования посёлков ДРСУ и ДСР-2. То есть, по сути, посёлок имеет сходную судьбу с бывшей "Голубой дивизией" (квартал бараков на окраине города, который в настоящее время снесён). Первый многоэтажный дом (п. Дорожный, д.6А) был введен в эксплуатацию в 1977 году.